# Yukihiro Mitani
Yukihiro Mitani (jap. 三谷幸宏 Mitani Yukihiro; ur. 22 kwietnia 1966 na Hokkaido) – japoński panczenista, brązowy medalista mistrzostw świata.

## Kariera
Największy sukces w karierze Yukihiro Mitani osiągnął w 1987 roku, kiedy zdobył brązowy medal podczas mistrzostw świata w wieloboju sprinterskim w Sainte-Foy. W zawodach tych wyprzedzili go jedynie rodak Akira Kuroiwa oraz Nick Thometz z USA. Był to jednak jedyny medal wywalczony przez niego na międzynarodowej imprezie tej rangi. W tej samej konkurencji był też między innymi szósty na rozgrywanych w 1986 roku sprinterskich mistrzostwach świata w Karuizawie. W 1988 roku wystartował na igrzyskach olimpijskich w Calgary, gdzie w swoim jedynym starcie, biegu na 1000 m, zajął 23. miejsce. W 1989 roku zakończył karierę.